# 大磯町立大磯小学校
大磯町立大磯小学校（おおいそちょうりつ おおいそしょうがっこう）は、神奈川県中郡大磯町東小磯にある公立小学校。

## 沿革
- 1873年（明治6年） - 「第一大学区 第28中学区 第136番 秉彜館」創立[1]。
- 1879年（明治12年） - 「公立大磯学校」に改称[1]。
- 1893年（明治26年） - 「大磯町立尋常高等大磯小学校」に改称[1]。
- 1923年（大正12年） - 「大磯町立大磯尋常高等小学校」に改称、関東大震災によって全校舎倒潰する[1]。
- 1941年（昭和16年） - 「大磯町国民学校」に改称[1]。
- 1947年（昭和22年） - 「大磯町立大磯小学校」に改称[1]。
- 1953年（昭和28年） - 創立80周年記念式典を挙行（校歌・校旗の制定、記念誌）[1]。
- 1963年（昭和38年） - 創立90周年記念式典を挙行（アルバム、郷土室）[1]。
- 1973年（昭和48年） - 創立100周年記念式典および記念行事[1]。
- 1995年（平成7年） - 学校創立120周年記念航空写真撮影[1]。
- 1999年（平成11年） - 南校舎、本館完成、校舎改築工事終了[1]。
- 2023年（令和5年）10月- 開校150周年記念音楽祭「磯フェス」を開催[2]。

## 通学区域
- 大磯町立大磯小学校学区(高麗、東町、大磯、東小磯、西小磯)[3]